# Petrosavia stellaris
Petrosavia stellaris är en enhjärtbladig växtart som beskrevs av Odoardo Beccari. Petrosavia stellaris ingår i släktet Petrosavia och familjen Petrosaviaceae. Inga underarter finns listade.